# Balinge
Balinge (52° 49′ N, 6° 38′ L) é uma cidade dos Países Baixos, na província de Drente. Balinge pertence ao município de Midden-Drente, e está situada a 14 km, a nordeste de Hoogeveen.
A área de Balinge, que também inclui as partes periféricas da cidade, bem como a zona rural circundante, tem uma população estimada em 120 habitantes.